# Zakât

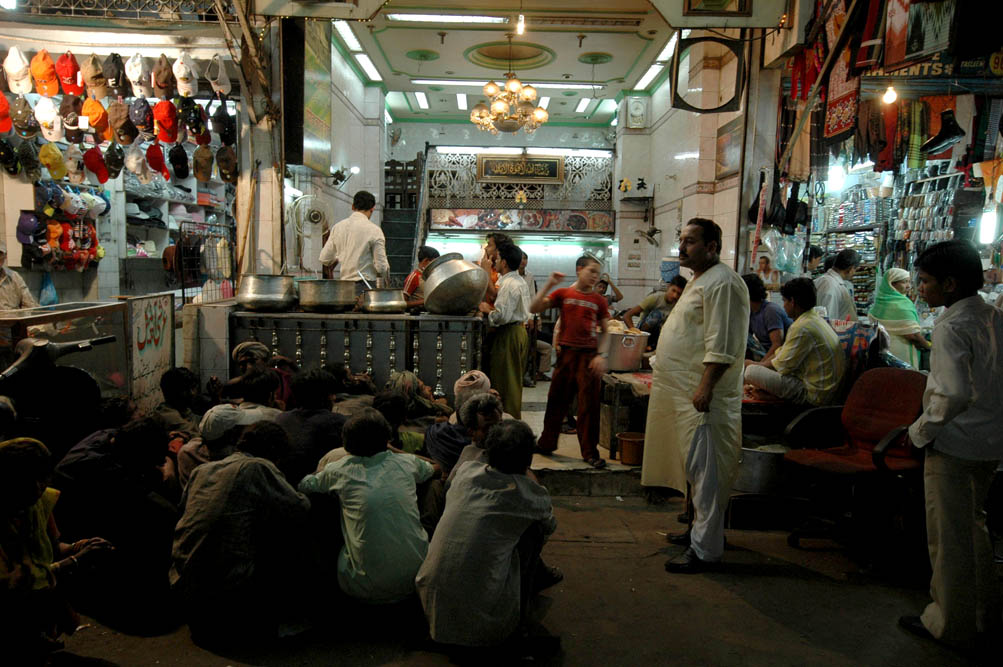
Un groupe de personnes attendant de recevoir la zakât, en Inde.

La zakât ou zakat ou zakaat (زَكَاة zakāt) ; mot arabe  traduit par « aumône légale » est le troisième des piliers de l'islam après l'attestation de foi et la prière.
Le musulman est tenu de calculer chaque année lunaire (hégire) ce montant et de le donner « aux miséreux, aux pauvres, à ceux qui travaillent au service de la zakât, aux nouveaux convertis dont le cœur est à raffermir, aux esclaves [qui en ont besoin pour remplir leur contrat d’affranchissement], aux endettés [qui ne peuvent pas s’acquitter de leurs dettes], aux combattants bénévoles et au voyageur [qui n’a pas ce qui lui permet d’atteindre sa destination » [sôurat At-Tawbah / 60].
La zakat est généralement payée pendant le mois sacré du Ramadan pour doubler son impact et les gens peuvent facilement calculer la zakat sur la propriété.
Historiquement, dans les pays islamiques, c'était l’État qui récoltait la zakât et qui la redistribuait.

## Buts
- Purifier les biens du croyant avant tout, et faire acte de foi.
- Permettre aux plus pauvres de subvenir à leurs besoins, ce qui était un droit dans le cadre de la responsabilité collective prônée par l'islam.
- Rallier le cœur des hommes à Dieu.

La zakat est le troisième pilier de l'islam et son essence même révèle l'importance de la participation sociale dans l'univers musulman. La zakât est clairement un impôt sur l'avoir et la propriété qu'il faut comprendre, d'abord, comme une obligation devant Dieu. Ce prélèvement purifie sur le plan religieux, sacré et moral le bien de celui qui le possède.

### Les différents types de biens soumis à la zakat
Sont soumis à la zakat quatre types de biens :
1. Avoirs/biens et fortune (espèces, métaux précieux, dépôts ou titres bancaires) ou zakat al maal ;
2. Les récoltes ;
3. Fonds de commerce (sur tout bien destiné à la vente) ;
4. Les bestiaux (ovins, bovins, ou encore camélidés).

Non soumis à la zakat :
1. Terrain, immeuble, bâtiment (non destinés à la vente) ;
2. Mobiliers, vêtements, voitures, etc. ;
3. Hypothèque ;
4. Bijoux personnels (pour les femmes suivant l'école Chafiite leurs parures en or sont exemptés de zakat, dans les trois autres écoles, tous les bijoux sont exemptés de zakat sauf l'or et l'argent).

### Zakât al-mâl
La zakât al mâl (littéralement : la zakat sur l'argent) est imposée annuellement sur les ressources financières supérieures à 85 grammes d'or et/ou 595 grammes d'argent, soit 3 562 euros en 2019-2020. Le taux d'imposition est de 2,5 %. En revanche, ce taux varie en fonction des biens qui sont imposables.
Le Coran contient plus de 80 versets concernant la zakât et l'obligation de s'en acquitter. Cette aumône est considérée comme un droit des pauvres de prélever dans le surplus des plus riches.
« Soyez assidus à la prière, faites l'aumône, vous retrouverez auprès d'Allah le bien que vous aurez acquis à l'avance, pour vous-même. »
— Le Coran (II, 110)
« Prélève une aumône sur leurs biens pour les purifier et les rendre sans tache. »
— Le Coran  (IX, 103)

#### Calcul de lazakât al mâl
Si la richesse d'une personne constitue plus de 85 grammes d'or, elle est soumise à la zakat. Pour le hanafisme, le seuil est de 595 grammes d'argent. La zakat constitue 2,5 % du chiffre annuel épargné. (Elle ne s'applique pas sur les bijoux personnels en or pour les femmes chafiites).
La zakat est obligatoire sur l'argent économisé et qui a été immobilisé un an durant hégirien après avoir atteint le seuil d'imposition. Quant à l'argent qui a été épargné pendant moins d'un an, c'est-à-dire que la personne l'a dépensé avant ce délai, il n'y a pas de zakat à payer dans ce cas.
Le seuil de la zakat sur l'argent est de 200 dirhams, soit 56 riyals saoudiens en pièces d'argent ou l'équivalent de leur valeur en billets de banque. Le seuil de la zakat de l'or est de 20 mithqals, c'est-à-dire le poids de 11 pièces d'or saoudiennes et trois septièmes, ou l'équivalent de leur valeur en billets de banque qui ont la même appréciation que l'or.  Le seuil d'imposition de la zakat est de 85 g pour l'or, 595 g pour l'argent, soit 3 562 euros en 2019/2020. Tous les ans les musulmans doivent se renseigner sur le prix du gramme d'or du pays où ils résident et le multiplier par 85 pour connaître le seuil d'imposition de la zakat sur leur argent personnel.  Le minimum imposable est estimé en dollars et en d’autres billets de banque à l’équivalent de 20 mithqal d’or ou 1400 mithqual d’argent selon leur prix du moment où vous devez acquitter la zakat en dollar ou en d’autres monnaies.

## Zakât al-fitr

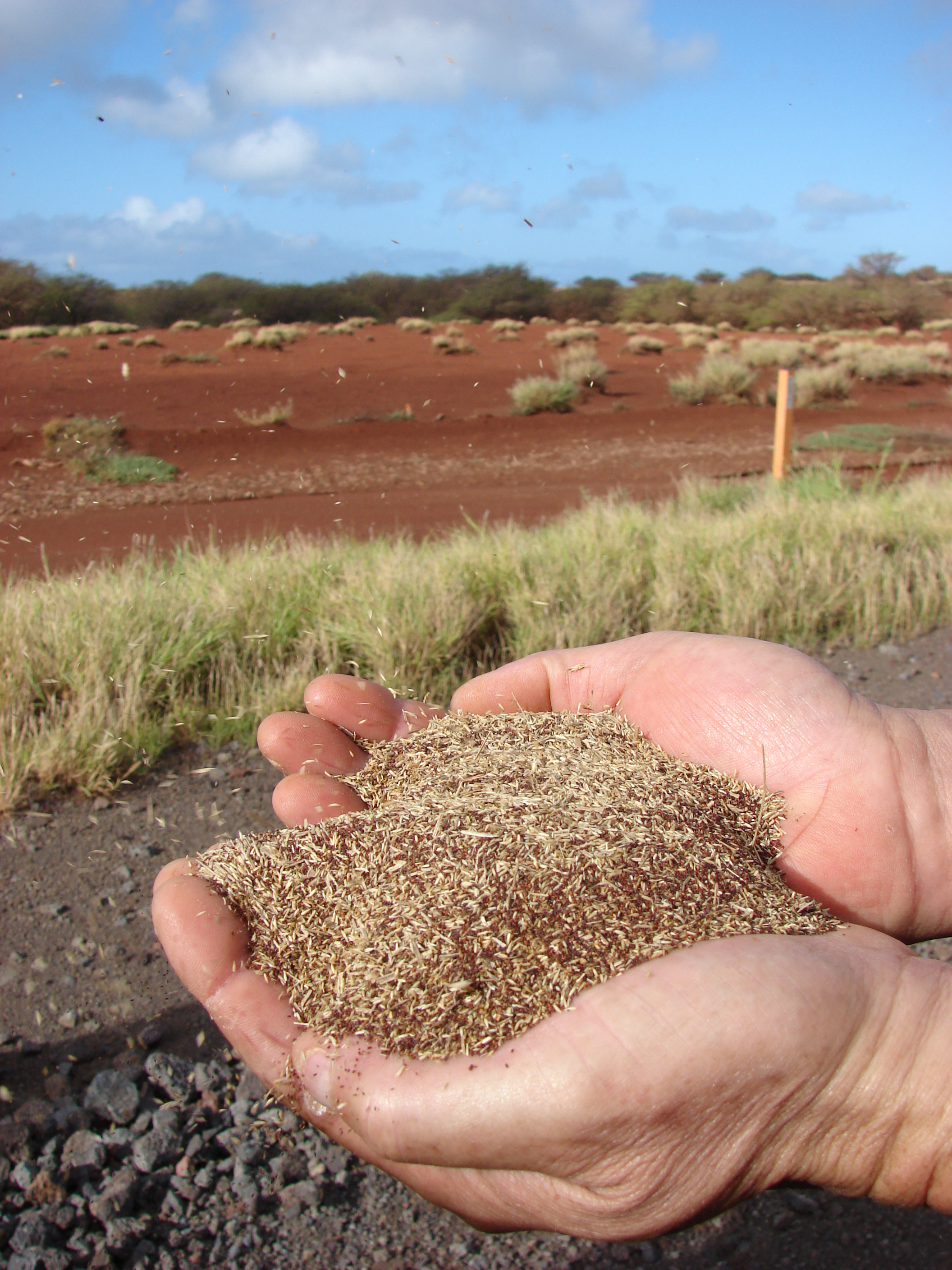
Le Saa' se mesure avec deux mains jointes.

Il existe une zakât particulière obligatoire que l'on verse à partir du 27e jour et avant la grande prière de l'Aïd de ramadan, il s'agit de la zakât al-fitr (aumône de la rupture du jeûne). Étant destinée aux plus démunis, elle a pour but de leur permettre de préparer eux aussi le repas de l'Aïd el-Fitr.
Elle fait écho à un hadîth : « Évitez-leur la mendicité en ce jour ».
Sa quantité est évaluée à un « Saa' », mesuré par quatre fois la contenance des deux mains (environ 2,10 livres) de la nourriture la plus généralement en usage dans la région où l'on réside, telle que blé, orge, dattes, riz, raisin sec, fromage, etc. Cette zakat est réservée aux mêmes catégories de gens que pour la zakât al maal.
En pratique, l'argent est versé soit directement aux familles nécessiteuses, soit par l'intermédiaire des mosquées qui recensent les personnes dans le besoin. Il ne peut pas servir à financer la construction de mosquées ou à la formation des imams.
L'aumône de la rupture du jeûne est une obligation (wajiba) pour chaque musulman. En France, sa valeur avait été fixée à 5 € en 2002, lors du passage à l'euro. En 2018, elle est réévaluée à 7 € puis en 2024, à 9 € (par le Conseil théologique musulman de France). Le CFCM précise qu'« Il n’y a pas lieu de faire une polémique sur le montant, puisque depuis le début de l’islam, les gens sortaient la zakat sous forme de denrées alimentaires différentes, représentant le même volume – un sâ’– mais pas la même valeur monétaire ».

## Bénéficiaires
Le zakât doit bénéficier, selon le verset 60 de la sourate 9 à huit catégories de personnes :
1. Les pauvres ;
2. Les indigents. Pour le différencier du pauvre, selon Sahih al-Bukhari, l'indigent est celui dont on ne soupçonne pas la pauvreté et qui ne demande pas l'aumône ;
3. Les collecteurs et gestionnaires du Zakat lui-même ;
4. Les nouveaux convertis ;
5. L’affranchissement des esclaves musulmans ;
6. Les endettés ;
7. Ceux qui luttent pour la voie de Dieu, incluant la guerre sainte, la logistique ou ce qui est d'utilité publique ;
8. Les voyageurs.

Pour verser leur zakât, que ce soit la zakât Al Maal ou la zakât Al Fitr, une partie des musulmans préfère la donner directement à des proches dans le besoin, ou simplement à des nécessiteux. D'autres croyants choisissent de la confier à des organisations non gouvernementales (ONG) qui collectent la zakât Al Maal et la zakât al-fitr. Ces associations de solidarités, telles que le Secours Islamique France (SIF), la reversent ensuite en France ou à l'international aux personnes, qui en sont les ayants droit.

## Autres formes d'aumône
Il existe également différentes aides aux plus pauvres, notamment le waqf. Certains proposent que la zakat soit indexée sur le coût de la vie, du baril de pétrole ou des actions en bourse.[réf. nécessaire]
Dans le contexte de pays comme le Niger, en particulier en milieu rural, la zakat s'élève à 10 % de la récolte, prélevée par l'imam (appelé ici marabout) directement dans les champs, sous forme de bottes de millet ou de sorgho (cas du département de Mayahi, région de Maradi).[réf. nécessaire]
Le sadaqa est une autre forme d'aumône.

## Zakât et justice sociale
L'approche sociale de la zakât, étudiée par des sociologues comme Farhad Nomani, met en évidence son rôle historique dans la cohésion sociale des premières communautés musulmanes. Les travaux récents explorent comment la zakât peut être adaptée pour répondre aux inégalités contemporaines, notamment dans des sociétés marquées par une forte urbanisation et un capitalisme globalisé.
La dimension globale de la zakât est étudiée dans des contextes humanitaires. Anas Zarqa a analysé comment les fonds de zakât contribuent aux efforts de développement dans des régions en crise. Il soutient que la zakât peut jouer un rôle similaire à l'aide internationale en finançant des projets d'accès à l'eau, d'éducation et de santé dans les pays du Sud.